# Thomas Carney
Pour les articles homonymes, voir Carney.
Thomas Carney (20 août 1824 – 28 juillet 1888) est le deuxième gouverneur du Kansas.

## Biographie
Carney est né dans le comté de Delaware, dans l'Ohio. Il travaille dans des entreprises commerciales et créé une entreprise de gros prospère à Leavenworth au Kansas. En 1861 il est élu à l’assemblée législative de l’État.
Après son mandat de représentant de l’État, Carney est élu gouverneur du Kansas et sert de 1863 à 1865. Au cours de son mandat, il consacre ses efforts au développement de l'État et à la résolution des problèmes causés par la guerre civile. Il est élu maire de Leavenworth en 1865. Fondateur de la First National Bank of Leavenworth, il est également directeur de la Lawrence and Fort Gibson Railroad Company. 
Carney envisage de se présenter au Sénat américain en 1871, lorsqu'il admet qu’il a accepté 15 000$ du candidat républicain Alexander Caldwell pour se retirer de la course et permettre ainsi l'élection de Caldwell en 1871. 
Il continue ses activités jusqu’en 1875.
Carney meurt le 28 juillet 1888 à Leavenworth, au Kansas, d'apoplexie, et y est enterré au cimetière mount Muncie.

## Source
- (en) Cet article est partiellement ou en totalité issu de l’article de Wikipédia en anglais intitulé « Thomas Carney » (voir la liste des auteurs).